# 席巻
| ウィキペディアには「席巻」という見出しの百科事典記事はありません（タイトルに「席巻」を含むページの一覧/「席巻」で始まるページの一覧）。 代わりにウィクショナリーのページ「席巻」が役に立つかもしれません。 |